# Jason Campbell
Jason Campbell (født 31. december 1981 i Laurel, Mississippi, USA) er en amerikansk footballspiller, der spiller i NFL som quarterback for Cincinnati Bengals. Campbell kom ind i ligaen som et første-runde draftpick i 2005, og har tidligere spillet for Washington Redskins, Oakland Raiders, Chicago Bears og Cleveland Browns.

## Klubber
- 2005-2009: Washington Redskins
- 2010-2011: Oakland Raiders
- 2012: Chicago Bears
- 2013: Cleveland Browns
- 2014-: Cincinnati Bengals